# Liste der Naturschutzgebiete im Landkreis Uckermark
Im Brandenburger Landkreis Uckermark gibt es 65 Naturschutzgebiete (Stand März 2017).
| Name des Gebietes                               | Bild           | Kennung | WDPA      | Landkreis / Stadt                        | Beschreibung / Bemerkungen | Standort | Fläche in Hektar | Datum der Verordnung   |
| ----------------------------------------------- | -------------- | ------- | --------- | ---------------------------------------- | -------------------------- | -------- | ---------------- | ---------------------- |
| Arnimswalde                                     | weitere Bilder | 1045    | 64663     | Landkreis Uckermark                      |                            | Position | 1406,88          | 01.10.1990             |
| Beesenberg                                      |                | 1595    | 329272    | Landkreis Uckermark                      |                            | Position | 87,07            | 09.10.2004             |
| Blumberger Wald                                 |                | 1015    | 162464    | Landkreis Uckermark                      |                            | Position | 310,07           | 16.05.1990             |
| Bollwiesen/Großer Gollinsee                     |                | 1057    | 162490    | Landkreis Uckermark                      |                            | Position | 907,47           | 01.10.1990             |
| Breitenteichische Mühle                         |                | 1049    | 162553    | Landkreis Uckermark                      |                            | Position | 147,9            | 01.10.1990             |
| Brüsenwalde                                     |                | 1590    | 389580    | Landkreis Uckermark                      |                            | Position | 1979,65          | 06.11.2009             |
| Buchheide (2)                                   |                | 1050    | 162616    | Landkreis Uckermark                      |                            | Position | 566,38           | 01.10.1990             |
| Charlottenhöhe                                  | weitere Bilder | 1003    | 162675    | Landkreis Uckermark                      |                            | Position | 235,1            | 03.06.2003             |
| Damerower Wald                                  |                | 1467    | 162697    | Landkreis Uckermark                      |                            | Position | 37,87            | 30.06.1992             |
| Damerower Wald, Schlepkower Wald und Jagenbruch |                | 1612    | 555560664 | Landkreis Uckermark                      |                            | Position | 671,3            | 20.06.2013             |
| Dolgensee-Ragollinsee                           |                | 1636    | 555552560 | Landkreis Uckermark                      |                            | Position | 432,08           | 12.05.2012             |
| Eiskellerberge - Os bei Malchow                 |                | 1597    | 329344    | Landkreis Uckermark                      |                            | Position | 5,16             | 25.06.2004             |
| Endmoränenlandschaft bei Ringenwalde            |                | 1052    | 14378     | Landkreis Uckermark                      |                            | Position | 568,85           | 01.10.1990             |
| Eulenberge                                      | weitere Bilder | 1027    | 64677     | Landkreis Uckermark                      |                            | Position | 1988,14          | 01.10.1990             |
| Felchowseegebiet                                |                | 1055    | 14407     | Landkreis Uckermark                      |                            | Position | 970,99           | 03.06.2003             |
| Fischteiche Blumberger Mühle                    | weitere Bilder | 1058    | 163108    | Landkreis Uckermark                      |                            | Position | 320,31           | 01.10.1990             |
| Geesower Hügel                                  |                | 1013    | 163208    | Landkreis Uckermark                      |                            | Position | 39,05            | 01.05.1984             |
| Große Hölle bei Luckow-Petershagen              |                | 1494    | 163342    | Landkreis Uckermark                      |                            | Position | 18,79            | 01.02.1997             |
| Großer Briesensee                               |                | 1042    | 163350    | Landkreis Uckermark                      |                            | Position | 113,61           | 01.10.1990             |
| Großer Plötzsee                                 |                | 1054    | 163357    | Landkreis Uckermark                      |                            | Position | 46,16            | 01.10.1990             |
| Grumsiner Forst/Redernswalde                    | weitere Bilder | 1056    | 163396    | Landkreis Barnim, Landkreis Uckermark    |                            | Position | 6157,89          | 01.10.1990             |
| Hintenteiche bei Biesenbrow                     |                | 1039    | 163685    | Landkreis Uckermark                      |                            | Position | 102,62           | 01.10.1990             |
| Hutung Sähle                                    |                | 1545    | 318583    | Landkreis Uckermark                      |                            | Position | 43,52            | 24.05.2003             |
| Jungfernheide                                   | weitere Bilder | 1591    | 389610    | Landkreis Uckermark                      |                            | Position | 1732,12          | 06.11.2009             |
| Kastavenseen-Molkenkammersee                    | weitere Bilder | 1621    | 389611    | Landkreis Oberhavel, Landkreis Uckermark |                            | Position | 268,27           | 14.10.2009             |
| Kiecker                                         |                | 1000    | 318647    | Landkreis Uckermark                      |                            | Position | 260,77           | 30.06.1992             |
| Klapperberge                                    | weitere Bilder | 1632    | 555552559 | Landkreis Uckermark                      |                            | Position | 1455,52          | 03.10.2012             |
| Kleine Schorfheide                              |                | 1032    | 318663    | Landkreis Oberhavel, Landkreis Uckermark |                            | Position | 7375,46          | 30.09.2000             |
| Knehden Moor                                    |                |         | 164161    | Landkreis Uckermark                      |                            | Position | 23               | 30.03.1989             |
| Köhntoptal                                      |                | 1017    | 164191    | Landkreis Uckermark                      |                            | Position | 67,84            | 04.09.1980             |
| Krinertseen                                     |                | 1048    | 164259    | Landkreis Uckermark                      |                            | Position | 351,31           | 01.10.1990             |
| Küstrinchen                                     |                | 1643    | 555558905 | Landkreis Uckermark                      |                            | Position | 2979,72          | 01.01.2015             |
| Labüskewiesen                                   |                | 1046    | 164314    | Landkreis Uckermark                      |                            | Position | 162,94           | 01.10.1990             |
| Landiner Haussee                                |                | 1551    | 318706    | Landkreis Uckermark                      |                            | Position | 122,62           | 13.12.2002             |
| Mellensee bei Lychen                            |                | 1031    | 164602    | Landkreis Uckermark                      |                            | Position | 37,45            | 30.03.1989             |
| Melzower Forst                                  |                | 1025    | 64691     | Landkreis Uckermark                      |                            | Position | 2827,62          | 01.10.1990             |
| Mewenbruch                                      |                | 1041    | 164619    | Landkreis Uckermark                      |                            | Position | 19,08            | 30.03.1989             |
| Müllerberge                                     |                | 1520    | 164731    | Landkreis Uckermark                      |                            | Position | 61,06            | 01.02.1997             |
| NP Unteres Odertal                              | weitere Bilder | 1564    | 164757    | Landkreis Barnim, Landkreis Uckermark    |                            | Position | 10444,72         | 29.06.1995, 17.11.2006 |
| Netzowsee-Metzelthiner Feldmark                 |                | 1635    | 555558903 | Landkreis Uckermark                      |                            | Position | 1261,86          | 01.01.2015             |
| Piepergrund                                     |                | 1486    | 165000    | Landkreis Uckermark                      |                            | Position | 106,7            | 01.02.1997             |
| Platkowsee                                      | weitere Bilder | 1033    | 329573    | Landkreis Uckermark                      |                            | Position | 660,27           | 12.11.2004             |
| Poratzer Moränenlandschaft                      |                | 1047    | 64694     | Landkreis Barnim, Landkreis Uckermark    |                            | Position | 3908,78          | 01.10.1990             |
| Randowhänge bei Schmölln                        |                | 1598    | 344830    | Landkreis Uckermark                      |                            | Position | 156,79           | 09.02.2005             |
| Reiersdorf                                      |                | 1060    | 165131    | Landkreis Uckermark                      |                            | Position | 249,46           | 01.10.1990             |
| Salveytal                                       |                | 1020    | 319039    | Landkreis Uckermark                      |                            | Position | 381,51           | 26.11.2003             |
| Schwarzer Tanger                                |                | 1488    | 165508    | Landkreis Uckermark                      |                            | Position | 153,26           | 01.02.1997             |
| Schwemmpfuhl                                    |                | 1624    | 555560666 | Landkreis Uckermark                      |                            | Position | 125,96           | 07.05.2013             |
| Silberberge Gartz                               |                | 1022    | 165575    | Landkreis Uckermark                      |                            | Position | 44,42            | 01.05.1984             |
| Stromtal                                        |                | 1479    | 165768    | Landkreis Uckermark                      |                            | Position | 611,01           | 30.06.1992             |
| Suckower Haussee                                |                | 1040    | 165776    | Landkreis Uckermark                      |                            | Position | 137,19           | 01.10.1990             |
| Suckowseen                                      |                | 1633    | 555546327 | Landkreis Uckermark                      |                            | Position | 118,5            | 25.05.2011             |
| Tiefer See                                      | weitere Bilder | 1068    | 165890    | Landkreis Uckermark                      |                            | Position | 11,08            | 01.10.1990             |
| Tiergarten Boizenburg                           |                | 1006    | 165896    | Landkreis Uckermark                      |                            | Position | 302,31           | 21.10.1981, 18.01.1989 |
| Torfbruch bei Polßen                            |                | 1038    | 165925    | Landkreis Uckermark                      |                            | Position | 13,61            | 01.10.1990             |
| Trockenrasen Geesow                             |                | 1159    | 165959    | Landkreis Uckermark                      |                            | Position | 42,92            | 01.02.1997             |
| Trockenrasen Groß Pinnow                        |                | 1522    | 165960    | Landkreis Uckermark                      |                            | Position | 47,66            | 01.02.1997             |
| Trockenrasen Jamikow                            |                | 1160    | 165961    | Landkreis Uckermark                      |                            | Position | 81,72            | 01.02.1997             |
| Winkel                                          |                | 1059    | 166330    | Landkreis Uckermark                      |                            | Position | 144,62           | 01.10.1990             |
| Zerweliner Koppel                               | weitere Bilder | 1001    | 344837    | Landkreis Uckermark                      |                            | Position | 193,01           | 19.04.2005             |
| Zichower Wald – Weinberg                        |                | 1483    | 166405    | Landkreis Uckermark                      |                            | Position | 116,63           | 01.02.1997             |